# Nowy Dwór (Oława)
Pour les articles homonymes, voir Nowy Dwór.
Nowy Dwór est une localité polonaise de la gmina de Jelcz-Laskowice, située dans le powiat d'Oława en voïvodie de Basse-Silésie.